# پدر ما (فیلم ۲۰۲۲)
پدر ما (انگلیسی: Our Father) یک فیلم مستند آمریکایی اصلی نتفلیکس به کارگردانی لوسی جردان و تهیه‌کنندگی مایکل پترلا و جیسون بلام است. داستان آن به دنبال پزشک سابق باروری مستقر در ایندیاناپلیس است، پزشکی به نام دونالد کلاین است، که در یک مورد کلاهبرداری باروری، از اسپرم خود برای باردار کردن ده‌ها بیمار ناآگاه استفاده کرد. این فیلم در ۱۱ مه ۲۰۲۲ اکران شد.

## موضوع
این مستند دربارهٔ دکتر دونالد کلاین ۷۹ ساله است که از ناباروری زوج‌ها سوءاستفاده و از اسپرم خود به جای اسپرم شوهر زنانی که به دنبال باروری به او مراجعه کرده بودند استفاده می‌کرد؛ به گفته افسر پرونده، برخی از این قربانیان بعد از زایمان متوجه ویژگی‌هایی در کودکشان بودند که هیچ شباهتی به همسر خود نداشتند و با کمک دی‌ان‌ا و آزمایش‌هایی که روی آن‌ها انجام گردید، مشخص شد که بیولوژی آن‌ها مطابق با دکتر کلاین است؛ تاکنون ۲۰ قربانی متوجه این جنایت وی شدند و طبق آزمایش‌ها تا به حال ۲۰ کودک متولد شده فرزند وی بودند؛ دکتر کلاین به مأمور پلیس گفت، زمانی که زوج‌ها به او مراجعه می‌کردند وی در آزمایش لقاح در لوله‌های مخصوص آزمایش از اسپرم خود برای باروری استفاده می‌کرده و با این کار به زوج‌هایی که نابارور بودند امید بچه‌دار شدن می‌داده‌است؛ پلیس پس از ثبت گفته‌های قربانیان و اعتراف دکتر کلاین وی را برای اجرای حکم قانونی به دادگاه منتقل می‌کند.